# Луис Кан
Луис Кан (на английски: Louis Kahn) e виден американски архитект.

## Биография
Роден е на 20 февруари 1901 година в Куресааре, Естония, в еврейско семейство. По онова време градът е бил част от Руската империя и се е наричал Аренсбург. През 1905 г., искайки да избегне мобилизацията за Руско-японската война, баща му се преселва със семейството си във Филаделфия, САЩ. Кан завършва с бакалавърска степен по архитектура от Университета на Пенсилвания през 1924 г.
Преподавателската кариера на Кан започва в университета Йейл през 1947 г. В крайна сметка той е назначен за Алберт Ф. Бемис професор по архитектура и планиране в Масачузетския технологичен институт през 1956 г. След това Кан се завръща във Филаделфия, за да преподава в университета на Пенсилвания от 1957 г. до смъртта си, като става Пол Филип Крет професор по архитектура. Бил е гост-лектор в Училището по архитектура на Принстънския университет от 1961 до 1967 г.
Умира на 17 март 1974 г. в Ню Йорк на 73-годишна възраст от инфаркт на миокарда.

## Важни проекти
- 1951 – Галерия на изкуствата в Йейлския университет
- 1959 – Институт Солк
- 1962 – Парламент на Бангладеш
- 1967 – Библиотеката в Ексътър
- 1967 – Музей Кимбъл

## Галерия
- Музеят Кимбъл
- Институтът Солк
- Парламентът на Бангладеш

## За него
- Curtis, William. Modern Architecture Since 1900. 2nd.   Prentice-Hall, 1987. ISBN 0-13-586694-4. с. 309–316.
- Ronner, Heinz. Louis I.Kahn: Complete Works 1935–1974. first.   Boulder, Westview Press, 1977. ISBN 0-89158-648-2.
- Leslie, Thomas. Louis I.Kahn: Building Art, Building Science.   New York, George Braziller, 2005. ISBN 0-8076-1540-4.
- McCarter, Robert. Louis I. Kahn.   Phaidon Press Ltd, 2004. ISBN 0-7148-4045-9. с. 512.
- Wiseman, Carter. Louis I. Kahn: Beyond Time and Style: A Life in Architecture. 1st.   New York, W.W. Norton, 2007. ISBN 0-393-73165-0.
- Larson, Kent. Louis I. Kahn: Unbuilt Masterworks.   New York, Monacelli Press, 2000. ISBN 1-58093-014-X. с. 232.
- Rosa, Joseph. Louis I.Kahn: Enlightened space.   Germany, Taschen GmbH, 2006. ISBN 3-8228-3641-9. с. 96.
- Merrill, Michael. Louis Kahn: Drawing to Find Out.   Baden, Lars Mueller Publishers, 2010. ISBN 978-3-03778-221-7. с. 240.
- Merrill, Michael. Louis Kahn: On the Thoughtful Making of Spaces.   Baden, Lars Mueller Publishers, 2010. ISBN 978-3-03778-220-0. с. 240.
- Vassella, Alessandro. Louis Kahn: Silence and Light.   Zurich, Park Books, 2013. ISBN 978-3-906027-18-0. с. 168, 1 Audio-CD.
- Solomon, Susan. Louis I. Kahn's Jewish Architectur, Brandeis Series in American Jewish History, Culture, and Life.   Brandeis, 31 август 2009. ISBN 978-1584657880.